# Mirror Ball
Mirror Ball – album studyjny Neila Younga z grupą Pearl Jam nagrany pomiędzy 26 stycznia 1995 r. a 10 lutego 1995 r. i wydany przez firmę nagraniową Reprise w czerwcu tego samego roku.

## Historia i charakter albumu
Album został nagrany niezwykle szybko na czterech sesjach – dwóch w styczniu i dwóch w lutym 1995 r.
Prezentuje surowy styl nagrania, bez zbytniej finezji; na początku i końcu niektórych utworów słychać rozmowy i uwagi muzyków.
Otrzymał następujące nominacje do nagród Grammy: najlepszy album rockowy, najlepsza rockowa piosenka ("Downtown"), najlepsze męskie rockowe wykonanie ("Peace and Love").
Po zakończeniu sesji Neil Young i Pearl Jam udali się na 11-koncertowe tournée. Przez fanów nazywani byli "Neil Jam".

## Spis utworów
| 1.  | Song X                                   | 4:40  |
|     |                                          |       |
| 2.  | Act of Love                              | 4:54  |
|     |                                          |       |
| 3.  | I'm the Ocean                            | 7:05  |
|     |                                          |       |
| 4.  | Big Green Country                        | 5:08  |
|     |                                          |       |
| 5.  | Truth Be Known                           | 4:39  |
|     |                                          |       |
| 6.  | Downtown                                 | 5:10  |
|     |                                          |       |
| 7.  | What Happened Yesterday                  | 0:46  |
|     |                                          |       |
| 8.  | Peace and Love (Neil Young/Eddie Vedder) | 7:02  |
|     |                                          |       |
| 9.  | Throw Your Hatred Down                   | 5:45  |
|     |                                          |       |
| 10. | Scenery                                  | 8:50  |
|     |                                          |       |
| 11. | Fallen Angel                             | 1:15  |
|     |                                          |       |
|     |                                          | 55:14 |
|     |                                          |       |

## Muzycy
- Neil Young – elektryczna i akustyczna gitara, śpiew, organy miechowe

Pearl Jam
- Eddie Vedder – śpiew towarzyszący
- Stone Gossard – gitara
- Mike McCready – gitara
- Jeff Ament – gitara basowa
- Jack Irons – perkusja
- Brendan O’Brien(inne języki) – śpiew towarzyszący, gitara, pianino

## Opis płyty
- Producent – Brendan O’Brien
- Inżynier dźwięku – Brett Eliason
- Asystent inżyniera – Sam Hofstedt
- Dodatkowa inżynieria dźwięku – Nick Didia 26 lutego 1995 r.
- Studio – A & M Studio, Hollywood, Kalifornia
- Miksowanie – Brendan O'Brien
- Studia – Bad Animals w Seattle, A & M Studis i The Record Plan, Los Angeles
- Data nagrania – 26 i 27 czerwca 1995 r. oraz 7 i 10 lutego 1995.
- Studio – Bad Animals w Seattle
- Transfer z płyty analogowej na CD – John Nowland
- Studio – Pacific Microsonics
- Transfer z płyty analogowej na CD – Joe Gastwirt
- Studio – Ocean View Digital
- Asystent obu – "Pflash" Pflaumer
- Cyfrowy montaż i mastering – Joe Gastwirt
- Studio – Ocean View Digital
- Technik wzmacniaczy – Sal Trentino
- Technik gitar – Jeff Ousley, Tim "Scully" Guinlan
- Technik gitary basowej – George Webb
- Technik perkusji – Nicky Alexander
- Management Neila Younga – Elliot Robert, Frank Gironda, Mary Fronman, Karen Schneider w Lookout Management
- Management zespołu – Kelly Curtis i ludzie z Curtis Management.
- Długość – 55 min. 19 sek.
- Kierownictwo artystyczne i projekt – Gary Burden dla R. Twerk & Co.
- Asystent – KPOB
- Typografia i mozaikowy portret Neila Younga – Joel Bernstein
- Zdjęcia z tyłu okładki i wewnętrzne – Henry Diltz
- Liternictwo logo – EMEX
- Firma nagraniowa – Reprise
- Numer katalogowy – 9 45934-2

## Listy przebojów

### Album
| Rok  | Lista         | Pozycja |
| ---- | ------------- | ------- |
| 1995 | Billboard 200 | 5       |

### Single
| Rok  | Singel     | Lista                             | Pozycja |
| ---- | ---------- | --------------------------------- | ------- |
| 1995 | "Downtown" | Billboard. Mainstream Rock Tracks | 6       |

| Rok  | Singel           | Lista                             | Pozycja |
| ---- | ---------------- | --------------------------------- | ------- |
| 1995 | "Peace and Love" | Billboard. Mainstream Rock Tracks | 34      |